# Toshiko Akiyoshi
Toshiko Akiyoshi (Japans: 秋吉敏子 of 穐吉敏子, Akiyoshi Toshiko) (Liaoyang, 12 december 1929) is een Japanse jazzpianiste, componiste, arrangeur en orkestleider.

## Carrière
Akiyoshi werd geboren in Mantsjoerije uit Japanse ouders. Na het einde van de Tweede Wereldoorlog keerden ze weer terug naar Japan. Op 7-jarige leeftijd leerde ze piano spelen en op 16-jarige leeftijd speelde ze in lokalen voor Amerikaanse soldaten in Beppu. Toen ze Teddy Wilson hoorde op platen, begon ze zich te interesseren voor jazz en leerde ze door het luisteren naar die platen autodidactisch improviseren. In 1952 formeerde ze een eigen band met onder anderen Sadao Watanabe. In 1952 werd ze ontdekt door Oscar Peterson tijdens een Japanse tournee, die haar voorstelde aan Norman Granz. Deze op zijn beurt bracht in 1953 haar eerste album Toshiko's Piano uit met de toenmalige Oscar Peterson Rhythm Section met J.C. Heard, Ray Brown en Herb Ellis.
In 1959 kreeg ze een studiebeurs om te studeren aan het Berklee College of Music in Boston. Tegelijkertijd speelde ze in de Storyville Club van George Wein, nam ze op met Roy Haynes, Ed Thigpen, Paul Chambers en Oscar Pettiford (die ook nu en dan meespeelde bij haar optredens in het Hickory House in New York) en speelde ze in 1956 tijdens het Newport Jazz Festival. In haar afrondingsjaar in 1959 trouwde ze met de saxofonist Charlie Mariano, met wie ze in meerdere gezamenlijke bands (Toshiko-Mariano Quartett) speelde tot aan de scheiding in 1967. In 1962 speelde ze met Charles Mingus (Town Hall Concert) om daarna drie jaar naar Japan te gaan. Na haar terugkomst in 1965 naar New York werkte ze nu en dan in een radioserie.
In 1969 trouwde ze met de saxofonist/fluitist Lew Tabackin, met wie ze een kwartet formeerde en in 1972 naar Los Angeles verhuisde, omdat Tabackins werkgever, de tv-Tonight-show, daarheen verkaste. Beiden formeerden daar in 1973 een bigband uit studiomuzikanten met onder anderen Peter Donald, Gary Foster, Bobby Shew en Britt Woodman, voor wie Akiyoshi arrangeerde en componeerde. Haar eerste album Kogun verscheen in 1974. Het album Insights (1976) werd in 1978 door het jazzmagazine DownBeat gekozen tot album van het jaar. De bigband had zowel bij critici als ook het publiek succes. In 1982 verhuisden beiden naar New York, waar de band onder de naam Toshiko Akiyoshi Jazz Orchestra opnieuw werd opgericht.
De band speelde regelmatig in de jazzclub Birdland, maar werd in 2003 door Akiyoshi ontbonden, omdat ze geen bigband-contracten kon krijgen in de Verenigde Staten. Ze bracht echter veel platen uit met kleine bands als pianiste, waaronder Interlude (1978). Als componiste voegde ze naast bop, bronnen van klassieke concertvormen en bewust veel Japanse invloeden toe. In 1999 speelde haar bigband op het Monterey Jazz Festival een suite ter gelegenheid van Duke Ellingtons 100e verjaardag. In 2001 componeerde ze de suite Hiroshima – rising from the abyss, die tijdens de herdenkingsdag van de dropping van de atoombom op Hiroshima première had. In december 2006 kon ze nog een keer een groot deel van haar voormalige bigband-leden voor een concert ter gelegenheid van haar 60-jarig podiumjubileum in Japan bijeen brengen.
In 2007 nam ze haar Drum Conference (eigenlijk geschreven voor Japanse trommelaars) en haar in opdracht van het Lincoln Center geschreven Let freedom swing (teksten van Eleanor Roosevelt) met de SWR-bigband op (dubbel-cd Let Freedom Swing, Hänssler Classic).
Met Charlie Mariano had ze een gezamenlijke dochter Monday Michiru (geb. 1963), die als zangeres en actrice werkt.
Tijdens de jaren 1980 was ze meervoudig winnares van de DownBeat-criticipoll zowel voor bigbands, componisten als ook arrangeurs en op het gebied bigband werd ze 14 keer genomineerd voor de Grammy Award. Ze telt als een van de leidende jazzcomponisten en arrangeurs.
In 1984 werd over haar een documentaire film gedraaid (Jazz is my native language). In 2007 kreeg ze de NEA Jazz Masters Fellowship. Ze werd ook in Japan geëerd met grote prijzen. In 1986 kreeg ze de Liberty Award van de stad New York.
- Bibliothèque nationale de France: cb13890628v (data)
- CiNii: DA09360912
- Gemeinsame Normdatei: 134750721
- International Standard Name Identifier: 0000 0000 8094 4124
- Library of Congress Control Number: n80156448
- MusicBrainz: 78fe2146-ec71-44c8-86eb-117607e53933
- Bibliotheek van het Japanse parlement: 00534108
- Nationale bibliotheek van Australië: 918245
- Nederlandse Thesaurus van Auteursnamen: 074872079
- Réseau des bibliothèques de Suisse occidentale: 02-A009139924
- Istituto Centrale per il Catalogo Unico: DDSV110853
- SNAC: w6sv03ps
- Système universitaire de documentation: 244058555
- Trove: 918245
- Virtual International Authority File: 14957360
- WorldCat: E39PBJxmDVD64kvvXyMrpd3JDq